# Musikalisk salong
Musikalisk salong är idag beteckningen på en, ofta offentlig, konsert i intim miljö med musikframträdande av mindre mått. Själva salongen är ofta en lokal utan scen där åhörare och framträdande kommer nära varandra. Musiken är inte elektroniskt förstärkt.
Begreppet kommer från de musikaliska eller litterära salonger som var vanliga under 17- och 1800-talet, och ägde rum i hemmiljö i högreståndsfamiljer eller i borgerliga eller intellektuella kretsar i städerna.
Omtalade musikaliska salonger förekom bland annat hos Malla Silfverstolpe i Uppsala.

### Fotnoter
1. ↑   Salongsmusik i Nationalencyklopedins nätupplaga.